# Agara
Agara (Georgisch: აგარა) is een plaats in centraal-Georgië met 2.816 inwoners (2023), gelegen in de gemeente Kareli (regio Sjida Kartli). Het is gesitueerd op 640 meter boven zeeniveau, in de vallei van de Mtkvari. Agara ligt honderd kilometer ten westen van hoofdstad Tbilisi en zes kilometer noordwestelijk van het gemeentelijk centrum Kareli. Agara staat in Georgië bekend om de suikerfabriek, de enige in het land.

## Geschiedenis

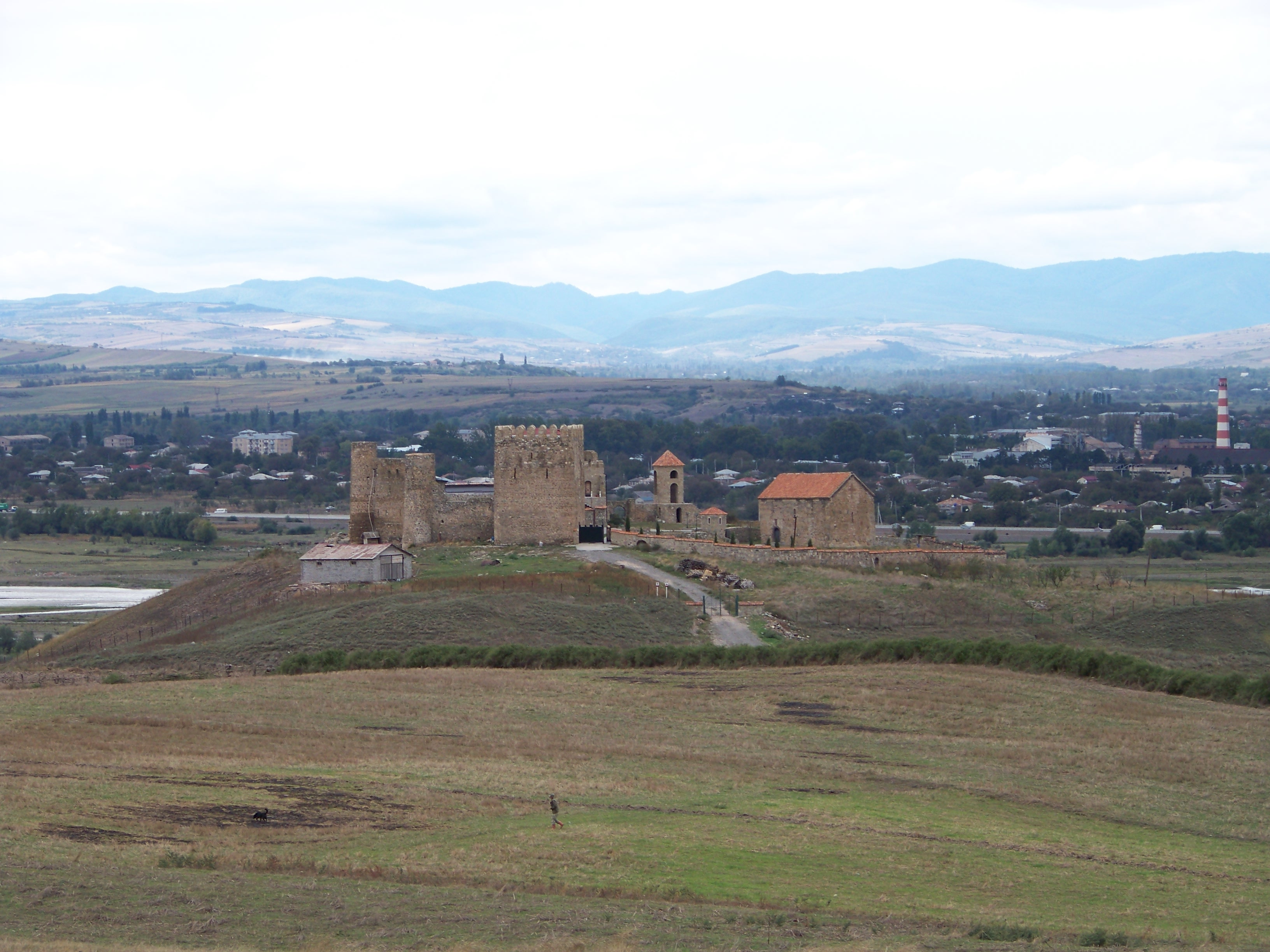
Agara vanaf Samtsevrisifort, met fabriekscomplex rechts

In een vijfjarenplan voor de industrialisatie van de Georgische SSR werd een reeks aan fabrieken gepland langs de centrale Transkaukasische spoorlijn tussen Tbilisi en Poti. In 1931 werd Agara opgericht in het kader van dit vijfjarenplan en werd er in 1932 een grote suikerfabriek geopend. Dit leidde er toe dat Agara in 1934 gepromoveerd werd tot 'nederzetting met stedelijk karakter' (დაბა, daba).

### Suikerfabriek
In 2017 leek het lot van de enige suikerfabriek in Georgië bezegeld toen de inmiddels Azerbeidzjaanse eigenaar besloot de fabriek te sluiten en de ongeveer 500 personeelsleden te ontslaan. De eigenaar stelde dat dit kwam door het associatie- en vrijhandelsverdrag met de Europese Unie en de gewijzigde regels van de EU ten aanzien van suikerexportquota's van lidstaten. Deze werden losgelaten, waardoor de prijsconcurrentie van importsuiker uit Europa in onder meer Georgië toenam. In een opvallende actie hielden enkele tientallen werknemers in 2018 een 110 kilometer lange protestmars naar hoofdstad Tbilisi om interventie van hun regering te eisen. Er is geen andere werkgelegenheid van betekenis in Agara, dat geheel afhankelijk is van de fabriek.
De fabriek is sinds 2020 weer in bedrijf met steun van de overheid onder een 'lokaal productie programma' voor de industrie, echter voor een beperkt aantal maanden per jaar. In najaar 2021 werd een flinke prijsstijging van 39% van importsuiker in Georgië gerapporteerd, en werd de verwachting uitgesproken dat de Agara fabriek in 50% van de nationale suikerbehoefte kan voorzien.

## Demografie
Per 1 januari 2024 had Agara 2.816 inwoners, een daling van 16% ten opzichte van de volkstelling van 2014.
| Aantal                                                           | 1.655 | 2.944 | 3.980 | 3.418 | 4.499 | 3.545 | 3.364 | 2.934 | 2.816 |
| Verantwoording data: Bevolkingsstatistiek Georgië 1897 tot heden |       |       |       |       |       |       |       |       |       |

### Etniciteit
Volgens de volkstelling van 2014 bestond de bevolking van Agara voor bijna 86% uit Georgiërs en 8,4% uit Azerbeidzjanen. De derde bevolkingsgroep zijn de Osseten (1,9%) en er wonen kleinere aantallen Armeniërs en Russen. In 1939, enkele jaren na de oprichting en de opening van de suikerfabriek, bestond de bevolking van Agara nog voor bijna de helft uit Russen en Oekraïners en 36% Georgiërs, gevolgd door 12% Osseten.

## Bestuurlijke indeling
Agara vormt samen met het aanpalende dorp Kvenatkotsa de administratieve 'territoriale eenheid van daba Agara' (დაბა აგარის ტერიტორიული ორგანო, daba Agaris teritorioeli organo).

## Vervoer
De centrale hoofdroute door Georgië, de 'route van internationaal belang' S1 (E60), loopt sinds 2016 om Agara heen na het verleggen en uitbouwen van de weg tot autosnelweg. In Agara begint de nationale route Sh23, een belangrijke ontsluitingsroute voor dorpen dicht bij de Zuid-Osseetse grens, en is bewegwijzerd naar Tschinvali dat niet bereikbaar is. In Agara is een spoorwegstation in de Tbilisi - Poti / Batoemi / Zoegdidi spoorlijn.

## Geboren
- Denis Sverdlov (1978), in het Verenigd Koninkrijk gebaseerde Russisch zakenman en miljardair. Oprichter en CEO van het Britse EV-bedrijf Arrival. In mei 2022 kondigde hij aan zijn Russische bedrijfsactiviteiten naar Georgië te verplaatsen.[16]
- Konstantin Meremjanin (1946), Russisch politicus, voormalig lid van de Staatsdoema (1995-1999, Communistische Partij), voormalig lid van de Federatieraad van Rusland (2002-2003).